# Disa racemosa
Disa racemosa är en orkidéart som beskrevs av Carl von Linné d.y.. Disa racemosa ingår i släktet Disa och familjen orkidéer. Inga underarter finns listade i Catalogue of Life.

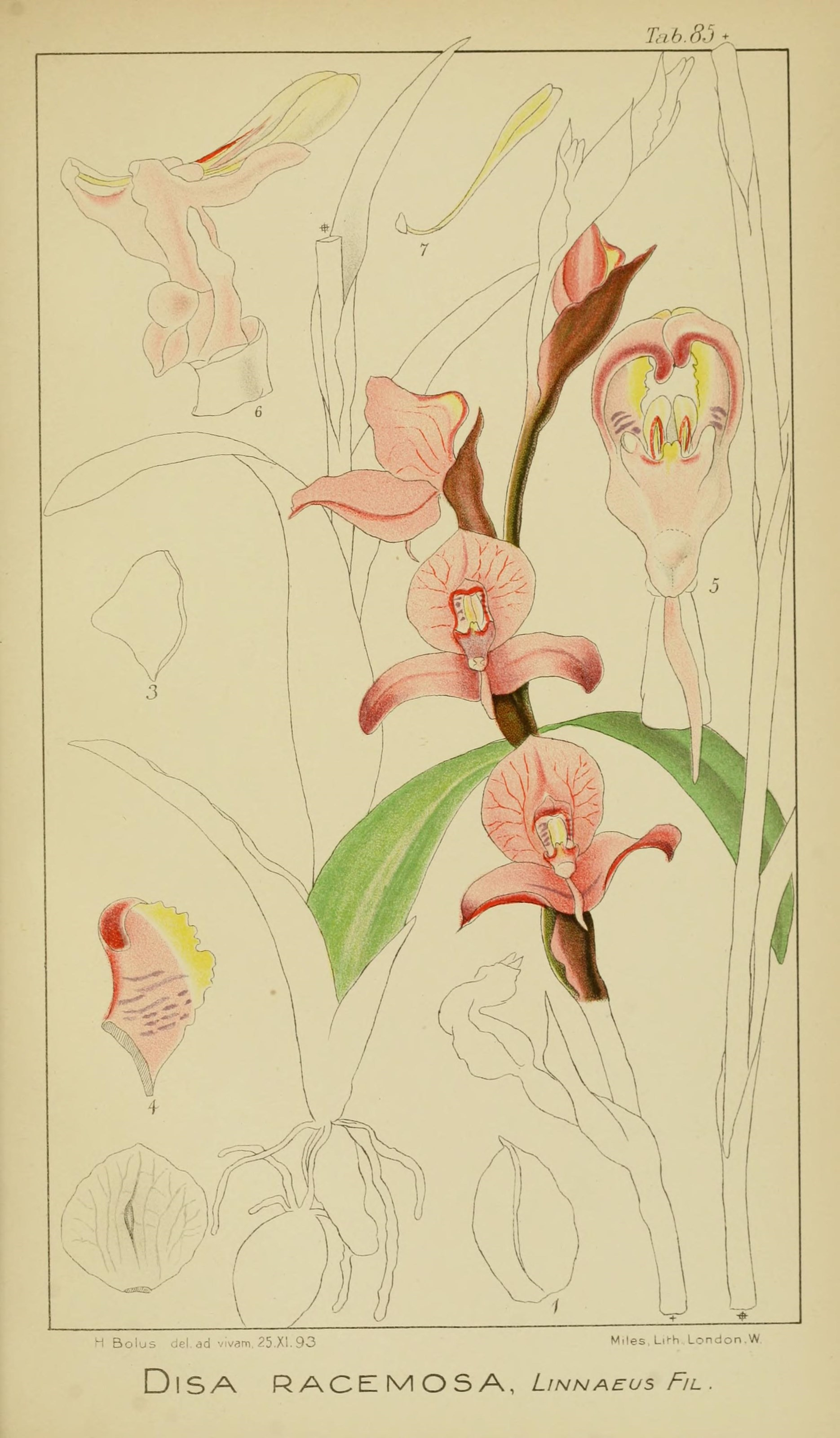